# Liste der denkmalgeschützten Objekte in Lubina (Slowakei)
Die Liste der denkmalgeschützten Objekte in Lubina enthält die neun nach slowakischen Denkmalschutzvorschriften geschützten Objekte in der Gemeinde Lubina im Okres Nové Mesto nad Váhom.

## Denkmäler
| Foto |                 | Denkmal / č. ÚZPF                       | Standort / Konskr. Nr.     | Offizielle Beschreibung           | Beschreibung                                                                                                  | Metadaten                                                             |
| ---- | --------------- | --------------------------------------- | -------------------------- | --------------------------------- | --- | --------------------------------------------------------------------- |
|      | Datei hochladen | Denkmal(sk) ObjektID: 304-1244/0        | KG: Lubina Konskr.Nr.:     | padlí v SNP                       | für die Gefallenen des Nationalaufstandes                                                                     | č. NKP: 304-1244/0 Stand des NKP: 2012-02-28 Name: PAMÄTNÍK           |
|      | Datei hochladen | Denkmal(sk) ObjektID: 304-1245/0        | KG: Lubina Konskr.Nr.:     | padlí v I.+II.sv.v.               | für die Gefallenen der WK I + II                                                                              | č. NKP: 304-1245/0 Stand des NKP: 2012-02-28 Name: POMNÍK             |
|      | Datei hochladen | Gedenkstätte(sk) ObjektID: 304-2403/1   | KG: Lubina Konskr.Nr.:     | Štúr Samuel;1789-1851,učiteľ,kňaz | für Samuel Štúr, Lehrer, Priester                                                                             | č. NKP: 304-2403/1 Stand des NKP: 2012-02-28 Name: DOM PAMÄTNÝ        |
|      | Datei hochladen | Gedenktafel(sk) ObjektID: 304-2403/2    | KG: Lubina Konskr.Nr.:     | Štúr Samuel;1789-1851.učiteľ,kňaz | für Samuel Štúr, dem Vater von Ľudovít Štúr                                                                   | č. NKP: 304-2403/2 Stand des NKP: 2012-02-28 Name: TABUĽA PAMÄTNÁ     |
|      | Datei hochladen | Gedenkpfarrhof(sk) ObjektID: 304-1246/1 | 222 KG: Lubina Konskr.Nr.: | Holuby J.Ľ.;Evanjelická fara      | für Josef Ludwig Holuby, evangelische Pfarrei                                                                 | č. NKP: 304-1246/1 Stand des NKP: 2012-02-28 Name: FARA PAMÄTNÁ       |
|      | Datei hochladen | Gedenktafel I(sk) ObjektID: 304-1246/2  | 222 KG: Lubina Konskr.Nr.: | Holuby J.Ľ.;1836-1923,botanik     | Gedenktafel an den Botaniker Josef Ludwig Holuby                                                              | č. NKP: 304-1246/2 Stand des NKP: 2012-02-28 Name: TABUĽA PAMÄTNÁ I.  |
|      | Datei hochladen | Gedenktafel II(sk) ObjektID: 304-1246/3 | 222 KG: Lubina Konskr.Nr.: | Holuby Karol;1826-1848,študent    | für Karol Holuby, den Bruder des Botanikers Holuby, der 1848 als Widerstandskämpfer zum Tode verurteilt wurde | č. NKP: 304-1246/3 Stand des NKP: 2012-02-28 Name: TABUĽA PAMÄTNÁ II. |
|      | Datei hochladen | Gedenkstätte(sk) ObjektID: 304-1248/1   | 278 KG: Lubina Konskr.Nr.: | Uher Miloš;1914-1945,part.veliteľ | für den Widerstandskämpfer im SNP Miloš Uher (1914–1945), der in Lubina geboren ist.                          | č. NKP: 304-1248/1 Stand des NKP: 2012-02-28 Name: DOM PAMÄTNÝ        |
|      | Datei hochladen | Gedenktafel(sk) ObjektID: 304-1248/2    | 278 KG: Lubina Konskr.Nr.: | Uher Miloš;1914-1945,part.veliteľ | für Uher | č. NKP: 304-1248/2 Stand des NKP: 2012-02-28 Name: TABUĽA PAMÄTNÁ     |

## Legende
Die Tabelle enthält im Einzelnen folgende Informationen:
| Foto:                    | Fotografie des Denkmals. |
| Denkmal / č. ÚZPF:       | Die Übersetzung der Bezeichnung des Denkmals, wie sie vom Slowakischen Denkmalamt (Pamiatkový úrad Slovenskej republiky) verwendet wird. Die Originalbezeichnung ist unter dem Fragezeichen angegeben. Fehlt die Übersetzung, so wird die Originalbezeichnung direkt angezeigt. Weiters ist die Objekt-Identifikationsnummer (Objekt ID) angeführt. Sie ist die offizielle, in der Slowakei eindeutige Nummer č. ÚZPF inklusive der zugehörigen Zählnummer, wie sie in den Daten des Denkmalamtes angegeben wird. Da diese nur innerhalb eines Landkreises gezählt wird, ist dessen Nummer der Denkmalnummer vorangestellt. |
| Standort:                | Wenn in der Liste vorhanden, ist die Adresse angegeben. In Klammern kann sich noch eine zusätzliche Adresse befinden, wenn es beispielsweise ein Eckhaus ist. Bei freistehenden Objekten ohne Adresse (zum Beispiel bei Bildstöcken) ist eine Adresse angegeben, die in der Nähe des Objekts liegt. Durch Aufruf des Links Standort wird die Lage des Denkmals in verschiedenen Kartenprojekten angezeigt. Darunter sind die Katastralgemeinde (KG) und, wenn vorhanden, die Konskriptionsnummer (Konskr. Nr.) angegeben.                                                                                                   |
| Offizielle Beschreibung: | Es ist die Kurzbeschreibung auf Slowakisch, wie sie in den offiziellen Listen angegeben ist, eingetragen. |
| Beschreibung:            | Kurze Angaben zum Denkmal auf Deutsch. |
| Metadaten:               | Zusätzlich werden, wenn in den persönlichen Einstellungen das Helferlein Dauerhaftes Einblenden von Metadaten aktiviert ist, ebensolche angezeigt. |

- Karte mit allen Koordinaten:
- OSM |
- WikiMap